# یورنیموس
یورنیموس (به نروژی: Euronymous) با نام شناسنامه‌ای اویستن آرسث (به نروژی: Øystein Aarseth) (زاده ۲۲ مارس ۱۹۶۸ — درگذشته ۱۰ اوت ۱۹۹۳) یک موسیقی‌دان اهل نروژ بود. وی بین سال‌های ۱۹۸۴ تا ۱۹۹۳ میلادی فعالیت می‌کرد.
یورنیموس در سال ۱۹۹۳ و در سن ۲۵ سالگی بر اثر اصابت ضربات متعدد چاقو توسط ورگ ویکرنس به قتل رسید.
دلیل قتل او اختلافاتی بود که سال‌ها با ورگ ویکرنس داشت. ویکرنس در نهایت دستگیر شد و به خاطر ارتکاب این قتل و همچنین به اتهام آتش زدن چند کلیسا و سرقت و نگهداری مواد منفجره به ۲۱ سال زندان محکوم شد که طبق قانون نروژ، بالاترین مجازات محسوب می‌شود.